# Corona txecoslovaca

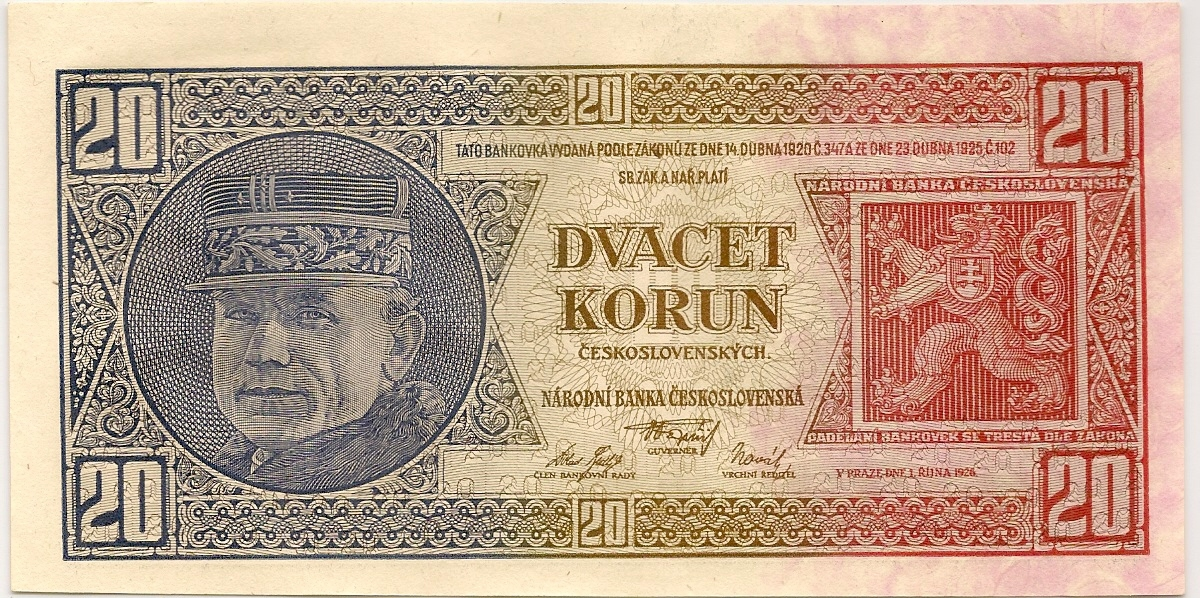
Bitllet de 20 corones txecoslovaques del 1926 dissenyat per Alfons Mucha

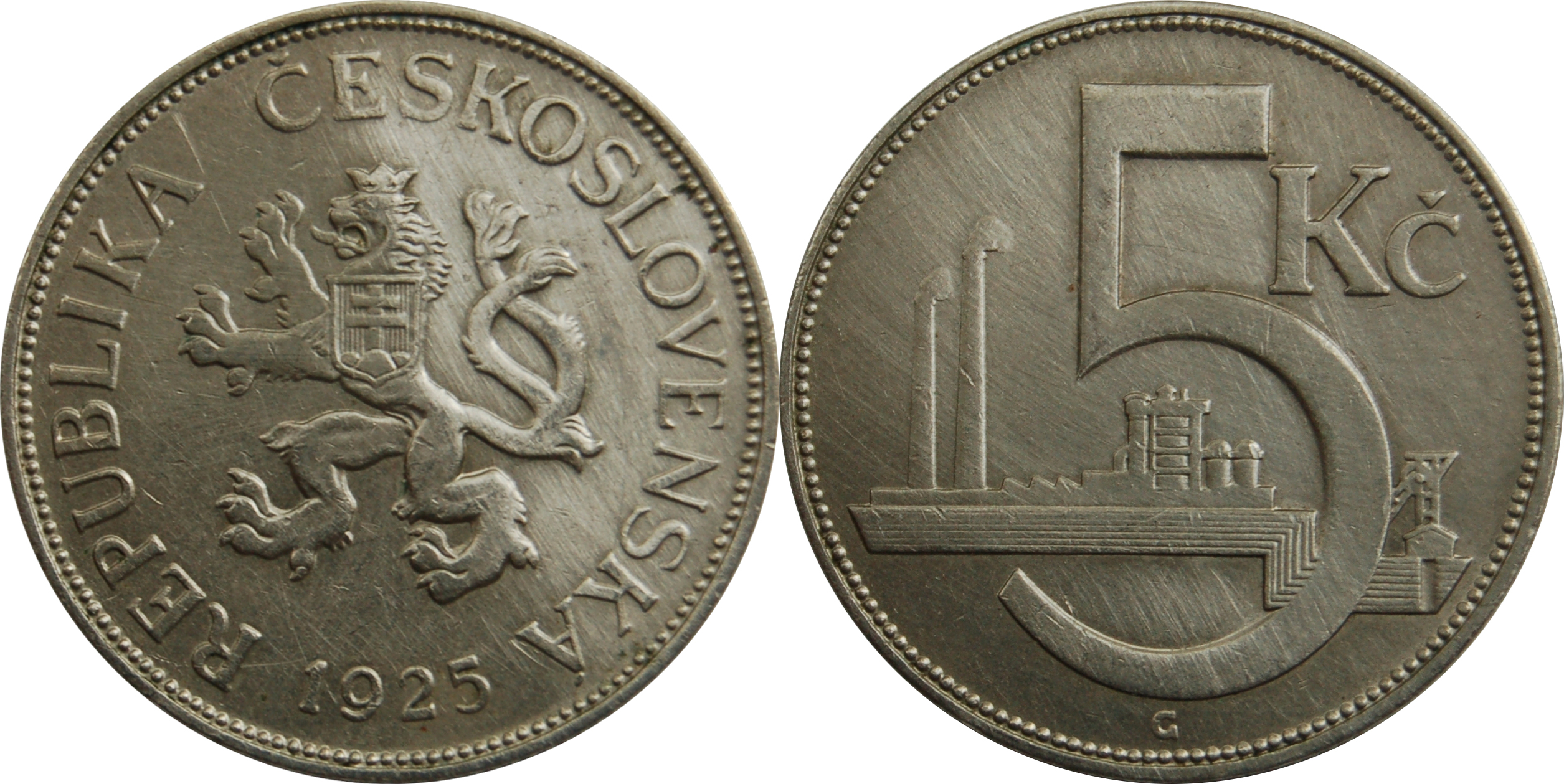
Moneda de 5 corones de 1925

La corona txecoslovaca (en txec i eslovac koruna československá o, simplement, koruna) fou la moneda de Txecoslovàquia. El seu codi ISO 4217 era CSK i s'acostumava a abreviar Kčs. La corona es dividia en 100 haléřů en txec (en singular haléř) o halierov en eslovac (en singular halier), abreviat h.
La moneda txecoslovaca es va adoptar el 10 d'abril de 1919 en substitució de la corona austrohongaresa en termes paritaris (1:1). Aquesta primera corona va circular fins al 14 de març de 1939, en què es van crear les respectives corones de Bohèmia i Moràvia i d'Eslovàquia, també en termes paritaris. A l'acabament de la Segona Guerra Mundial, l'1 de novembre de 1945 es va reintroduir la corona txecoslovaca en substitució de la corona de Bohèmia i Moràvia i la corona eslovaca, igualment en termes paritaris, tot i que a causa de la guerra la moneda havia perdut una gran part del seu valor. La moneda fou devaluada considerablement el 1953 i, el 7 de febrer de 1993, arran de la dissolució de Txecoslovàquia, fou substituïda per la corona txeca i l'eslovaca, en termes paritaris.
Emesa pel Banc Estatal de Txecoslovàquia (Státní Banka Československá), en el moment de la seva desaparició en circulaven monedes de 5, 10, 20 i 50 h i d'1, 2, 5 i 10 Kčs, i bitllets de 10, 20, 50, 100, 500 i 1.000 Kčs.